# Judas Iscariot
Judas Iscariot – amerykańska grupa muzyczna grająca black metal. Dawniej znana jako Heidegger. Powstała w 1992 jako solowy projekt Andrew Harrisa, który ukrywał się pod pseudonimem Akhenaten (od imienia jednego z Egipskich faraonów). Jednakże w czasie nagrywania Heaven in Flames (1999), Duane Timlin (znany również jako Cryptic Winter) dołączył jako sesyjny perkusista. Od 1999 do 2000, Akhenaten zagrał dwa koncerty wraz z muzykami Nargaroth, Krieg, Absu i Maniac Butcher.
Jak w większości grup blackmetalowych, teksty Judas Iscariot nawiązują do tematyki religijnej oraz opowiadają o fascynacji nihilistyczną filozofią Heideggera.
Po przeprowadzeniu się do Niemiec, Akhenaten oświadczył 25 sierpnia 2002, że rozwiązuje Judas Iscariot.

## Członkowie
- Akhenaten (Andrew Harris) – śpiew, gitara, gitara basowa i perkusja
- Cryptic Winter (Duane Timlin) – sesyjnie perkusja (1999-2001)
- Kanwulf (René Wagner) – gitara podczas koncertów
- Lord Imperial (Neill Jameson) – perkusja podczas koncertów (1999-2000)
- Proscriptor (Russley Randel Givens) – perkusja podczas koncertów (1999)
- Butcher (prawdziwe imię nieznane) – perkusja podczas koncertów (2000)

## Dyskografia

### Albumy studyjne
- The Cold Earth Slept Below (1995)
- Thy Dying Light (1996)
- Of Great Eternity (1997)
- Distant in Solitary Night (1998)
- Heaven in Flames (1999)
- To Embrace the Corpses Bleeding (2002)

### EP
- Arise, My Lord (1996)
- Dethroned, Conquered and Forgotten (2000)
- March of the Apocalypse (2002)
- Moonlight Butchery (2002)

### Splity
- Judas Iscariot/Weltmacht (z Weltmacht) (1999)
- None Shall Escape the Wrath (z Krieg, Eternal Majesty i Macabre Omen) (2000)
- To the Coming Age of Intolerance (z Krieg) (2001)

### Wydania koncertowe
- Under the Black Sun (2000)

### Kompilacje
- From Hateful Visions (2000)
- Midnight Frost (To Rest with Eternity) (2002)

### Dema
- Heidegger (1992)
- Judas Iscariot (1993)